# Fonction lemniscatique
 (janvier 2021).
Si vous disposez d'ouvrages ou d'articles de référence ou si vous connaissez des sites web de qualité traitant du thème abordé ici, merci de compléter l'article en donnant les références utiles à sa vérifiabilité et en les liant à la section « Notes et références ».

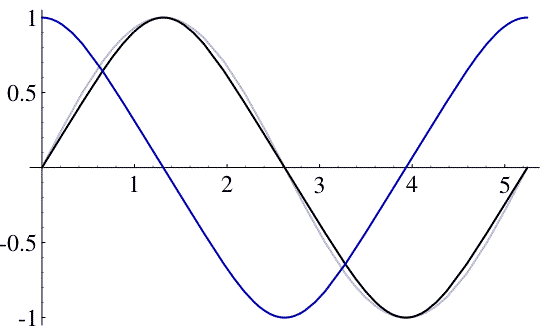
Sinus lemniscatique (en noir) et cosinus lemniscatique (en bleu) ; en gris clair, pour comparaison, la fonction sinus usuelle après changement d'échelle : c'est en fait la fonction.

En mathématiques, les fonctions lemniscatiques sont des fonctions elliptiques liées à la longueur d'arc d'une lemniscate de Bernoulli ; ces fonctions ont beaucoup d'analogies avec les fonctions trigonométriques. Elles ont été étudiées par Giulio Fagnano en 1718 ; leur analyse approfondie, et en particulier la détermination de leurs périodes, a été obtenue par Carl Friedrich Gauss en 1796. Ces fonctions ont un réseau de périodes carré, et sont étroitement reliées à la fonction elliptique de  Weierstrass dont les invariants sont g2 = 1 et g3 = 0. Dans le cas des fonctions lemniscatiques, ces périodes (ω1 et iω1) sont liées à la constante de Gauss G ; on a {\displaystyle \omega _{1}=2\pi G={\frac {\Gamma ^{2}\left({\frac {1}{4}}\right)}{\sqrt {2\pi }}}} (où Γ est la fonction gamma).

## Fonctions sinus et cosinus lemniscatiques
Le sinus lemniscatique (en latin sinus lemniscatus) et le cosinus lemniscatique (en latin cosinus lemniscatus) (notés sinlemn ou sl et coslemn ou cl) sont des analogues des fonctions sinus et cosinus usuelles, en remplaçant le cercle par une lemniscate (de Bernoulli). Elles sont définies (puis prolongées par symétrie et périodicité) par 
{\displaystyle \operatorname {sl} (r)=s,\quad {\textrm {avec}}\quad r=\int _{0}^{s}{\frac {dt}{\sqrt {1-t^{4}}}}}
et
{\displaystyle \operatorname {cl} (r)=c,\quad {\textrm {avec}}\quad r=\int _{c}^{1}{\frac {dt}{\sqrt {1-t^{4}}}}} (les fonctions trigonométriques usuelles peuvent être définies de même, en remplaçant t4 par t2).
Leurs prolongements analytiques au plan complexe sont des fonctions elliptiques doublement périodiques, de périodes {\displaystyle \omega _{1}=2\pi G} et {\displaystyle \mathrm {i} \omega _{1}=2\mathrm {i} \pi G}, où G est la constante de Gauss donnée par {\displaystyle G={\frac {2}{\pi }}\int _{0}^{1}{\frac {dt}{\sqrt {1-t^{4}}}}=0.8346\ldots .} et i l'unité imaginaire ; la demi-période π G (analogue du nombre π en trigonométrie) est souvent notée {\displaystyle \varpi }. Les graphes des deux fonctions ont des symétries et des relations entre eux analogues à celles des graphes des fonctions trigonométriques (en remplaçant π par {\displaystyle \varpi }) ; en particulier {\displaystyle \operatorname {cl} (x)=\operatorname {sl} \left({\frac {\varpi }{2}}-x\right)} (symétrie par rapport à l'axe d'équation {\displaystyle X={\frac {\varpi }{4}}}).

### Longueur d'un arc de lemniscate

Relation entre la longueur s de l'arc de lemniscate et la distance à l'origine, r.
L'arc dans chaque quadrant (un quart de la lemniscate) est de longueur totale. Les foyers sont les points de coordonnées.

La lemniscate de Bernoulli, d'équation cartésienne {\displaystyle \left(x^{2}+y^{2}\right)^{2}=x^{2}-y^{2}}, est formée des points dont le produit des distances aux deux points (1/√2, 0), (−1/√2, 0)  (les foyers) est  constant et vaut  1/2. La longueur  r de l'arc le plus court allant de l'origine à un point situé à la distance  s de cette origine est donnée par {\displaystyle r=\int _{0}^{s}{\frac {dt}{\sqrt {1-t^{4}}}},} et par conséquent les fonctions lemniscatiques donnent la distance à l'origine en fonction de la longueur des arcs.

## Propriétés algébriques
On a entre le sinus et le cosinus lemniscatique la relation 
{\displaystyle (\mathrm {sl} \,(x)^{2}+1)\cdot (\mathrm {cl} \,(x)^{2}+1)=2}, qu'on peut réécrire
{\displaystyle \mathrm {cl} (x)^{2}={\frac {1-\mathrm {sl} (x)^{2}}{1+\mathrm {sl} (x)^{2}}}}.
On a également des formules d'addition  :
{\displaystyle \mathrm {sl} \,(a+b)={\frac {\mathrm {sl} \,(a)\cdot \mathrm {cl} \,(b)+\mathrm {cl} \,(a)\cdot \mathrm {sl} \,(b)}{1-\mathrm {sl} \,(a)\cdot \mathrm {cl} \,(a)\cdot \mathrm {sl} \,(b)\cdot \mathrm {cl} \,(b)}}}
{\displaystyle \mathrm {cl} \,(a+b)={\frac {\mathrm {cl} \,(a)\cdot \mathrm {cl} \,(b)-\mathrm {sl} \,(a)\cdot \mathrm {sl} \,(b)}{1+\mathrm {sl} \,(a)\cdot \mathrm {cl} \,(a)\cdot \mathrm {sl} \,(b)\cdot \mathrm {cl} \,(b)}}}
qui s'écrivent aussi :
{\displaystyle \mathrm {sl} \,(a+b)={\frac {\mathrm {sl} \,(a)\cdot \mathrm {sl'} \,(b)+\mathrm {sl'} \,(a)\cdot \mathrm {sl} \,(b)}{1+\mathrm {sl} \,(a)^{2}\cdot \mathrm {sl} \,(b)^{2}}}}, où {\displaystyle \mathrm {sl} '=\mathrm {cl} \cdot (\mathrm {sl} ^{2}+1)} est la dérivée de sl (voir la section suivante).
En utilisant la fonction arc tangente, ces formules se simplifient en :
{\displaystyle \mathrm {arctan} (\mathrm {sl} \,(a+b))=\mathrm {arctan} (\mathrm {sl} \,(a)\cdot \mathrm {cl} \,(b))+\mathrm {arctan} (\mathrm {cl} \,(a)\cdot \mathrm {sl} \,(b))}
{\displaystyle \mathrm {arctan} (\mathrm {cl} \,(a+b))=\mathrm {arctan} (\mathrm {cl} \,(a)\cdot \mathrm {cl} \,(b))-\mathrm {arctan} (\mathrm {sl} \,(a)\cdot \mathrm {sl} \,(b))}
très proches sous cette forme des formules d'addition des fonctions trigonométriques.

## Dérivées
Ces fonctions ont les dérivées suivantes :
{\displaystyle {\frac {\mathrm {d} }{\mathrm {d} x}}\mathrm {sl} (x)=\mathrm {cl} (x)\cdot (\mathrm {sl} \,(x)^{2}+1)}
{\displaystyle {\frac {\mathrm {d} }{\mathrm {d} x}}\mathrm {cl} (x)=-\mathrm {sl} (x)\cdot (\mathrm {cl} \,(x)^{2}+1)},
d'où l'on déduit les dérivées secondes :
{\displaystyle {\frac {\mathrm {d} ^{2}}{\mathrm {d} x^{2}}}\mathrm {sl} (x)=-2\cdot \mathrm {sl} (x)^{3}}
{\displaystyle {\frac {\mathrm {d} ^{2}}{\mathrm {d} x^{2}}}\mathrm {cl} (x)=-2\cdot \mathrm {cl} (x)^{3}}
Ces fonctions sont solutions de l'équation différentielle 
{\displaystyle y''=-2y^{3}}
Utilisant la fonction arc tangente, on a les relations plus simples :
{\displaystyle \mathrm {cl} (x)={\frac {\mathrm {d} }{\mathrm {d} x}}\arctan(\mathrm {sl} (x))}
{\displaystyle \mathrm {sl} (x)=-{\frac {\mathrm {d} }{\mathrm {d} x}}\arctan(\mathrm {cl} (x))}.

## Valeurs remarquables
On a les valeurs remarquables du sinus lemniscatique suivantes (on rappelle que {\displaystyle \varpi ={\frac {\omega _{1}}{2}}} est la demi-période) :
{\displaystyle \mathrm {sl} \left({\frac {\varpi }{2}}\right)=1}
{\displaystyle \mathrm {sl} \left({\frac {\varpi }{4}}\right)={\sqrt {{\sqrt {2}}-1}}}
{\displaystyle \mathrm {sl} \left({\frac {\varpi }{6}}\right)={\frac {1}{2}}\cdot (-{\sqrt[{4}]{12}}+{\sqrt {3}}+1)}
{\displaystyle \mathrm {sl} \left({\frac {\varpi }{3}}\right)={\frac {\sqrt[{8}]{3}}{\sqrt[{4}]{2}}}\cdot {\sqrt {{\sqrt {3}}-1}}}
{\displaystyle \mathrm {sl} \left({\frac {\varpi }{8}}\right)={\sqrt {({\sqrt[{4}]{2}}-1)\cdot \left({\sqrt {2}}+1-{\sqrt {2+{\sqrt {2}}}}\right)}}}
{\displaystyle \mathrm {sl} \left({\frac {3\cdot \varpi }{8}}\right)={\sqrt {({\sqrt[{4}]{2}}-1)\cdot \left({\sqrt {2}}+1+{\sqrt {2+{\sqrt {2}}}}\right)}}}
{\displaystyle \mathrm {sl} \left({\frac {\varpi }{10}}\right)={\frac {1}{2}}\cdot ({\sqrt[{4}]{5}}-1)\cdot \left({\sqrt {{\sqrt {5}}+2}}-1\right)}
{\displaystyle \mathrm {sl} \left({\frac {\varpi }{5}}\right)={\frac {1}{2\cdot {\sqrt[{4}]{2}}}}\cdot ({\sqrt {5}}-1)\cdot {\sqrt {{\sqrt[{4}]{20}}-{\sqrt {{\sqrt {5}}-1}}}}}
{\displaystyle \mathrm {sl} \left({\frac {3\cdot \varpi }{10}}\right)={\frac {1}{2}}\cdot ({\sqrt[{4}]{5}}-1)\cdot \left({\sqrt {{\sqrt {5}}+2}}+1\right)}
{\displaystyle \mathrm {sl} \left({\frac {2\cdot \varpi }{5}}\right)={\frac {1}{2\cdot {\sqrt[{4}]{2}}}}\cdot ({\sqrt {5}}-1)\cdot {\sqrt {{\sqrt[{4}]{20}}+{\sqrt {{\sqrt {5}}-1}}}}}
La relation {\displaystyle \mathrm {cl} ^{2}={\frac {1-\mathrm {sl} ^{2}}{1+\mathrm {sl} ^{2}}}} permet d'en déduire les valeurs de cl ; par exemple, on peut obtenir par simple symétrie :
{\displaystyle \mathrm {cl} \left({\frac {\varpi }{4}}\right)=\mathrm {sl} \left({\frac {\varpi }{4}}\right)={\sqrt {{\sqrt {2}}-1}}}.

## Fonctions réciproques
La fonction réciproque de la fonction sinus lemniscatique, notée argsl, est définie par la relation sl(argsl(x)) = argsl(sl(x)) = x, valable dans des intervalles convenables (la restriction de sl aux intervalles [-1,1] et {\displaystyle \left[{\frac {-\varpi }{2}},{\frac {\varpi }{2}}\right]} étant une bijection). On voit aisément, en revenant à la définition, que argsl est la primitive de la fonction {\displaystyle x\mapsto {\frac {1}{\sqrt {1-x^{4}}}}} qui s'annule en 0 ; cette primitive est une intégrale elliptique de première espèce, valant plus précisément {\displaystyle F(\arcsin x\,|\,-1)}.